# 2003年の日本プロ野球
2003年の日本プロ野球（2003ねんのにほんぷろやきゅう）では、2003年の日本プロ野球（NPB）における動向をまとめる。

## できごと

### 1月
- 1月7日 - オリックス・ブルーウェーブは元MLBモントリオール・エクスポズの吉井理人を獲得を発表。また、平井正史と中日ドラゴンズの山﨑武司の交換トレードも発表[1]。
- 1月11日 - 中日はMLBフロリダ・マーリンズからケビン・ミラーを金銭トレードで獲得することを発表[2]。
- 1月16日 - パシフィック・リーグが2004年からプレーオフ制を導入することを発表[3]。
- 1月17日 - MLBオークランド・アスレチックスが中日に対し、ケビン・ミラーの獲得を申し入れる[4]。
- 1月18日 - 中日が獲得を発表していたケビン・ミラーがMLBオークランド・アスレチックスでのプレーの意思を表明[4]。
- 1月28日 - 元西武ライオンズで社会人野球のサンワード貿易の渡邉孝男が日本ハムファイターズに入団、NPB退団後に社会人に入りNPBに復帰したのは、2002年の日本野球連盟規則改正後では初）[5]。
- 1月31日 - 中日への入団に難色を示すケビン・ミラーのNPBでの支配下選手登録が公示[4]。

### 2月
- 2月5日 - 中日はケビン・ミラーの獲得を断念[4]。
- 2月10日 - 大阪近鉄バファローズと中国野球リーグの上海ゴールデンイーグルスが業務提携を締結[5]。
- 2月16日 - 中日は契約不履行に対するケビン・ミラーの謝罪と、トレードマネーの返却をMLB機構が保証することを条件に、ミラーとの契約破棄に同意。ミラーはフロリダ・マーリンズのメジャーリーグ登録枠に復帰した上で、オークランド・アスレチックスへ移籍[4]。
- 2月18日 - パ・リーグ理事会で2004年より導入のプレーオフの骨子を決定、また前年ドラフト入団のオリックスのマック鈴木の新人王資格辞退を承認[5]。
- 2月18日 - 中日は新外国人選手のアレックス・オチョアの入団を発表[2]。
- 2月27日 - 大阪ドームの人工芝が天然芝に近い感覚のものに張り替えられる工事が完了。
- 2月28日 - 福岡ダイエーホークスがキャンプ地を秋から宮崎に移転することを発表[6]。

### 3月
- 3月20日 - ヤクルトスワローズの球団オーナーに堀澄也が就任[7]。
- 3月21日 - メジャーリーグ移籍を希望していた近鉄の大塚晶文が中日ドラゴンズに金銭トレードで移籍[8]。
- 3月28日 - セ・パ両リーグシーズン公式戦開幕[2]。
- 3月31日 - グリーンスタジアム神戸がNPB史上初のネーミングライツで「Yahoo! BB STADIUM」に改称[5]。

### 4月
- 4月1日 - ダイエーの大道典嘉が大阪ドームでの対近鉄2回戦に7番・指名打者で出場し、プロ通算1000試合出場を達成[9]。
- 4月2日 - 読売ジャイアンツが東京ドームでの横浜2回戦で4-3、中日がナゴヤドームでの対ヤクルト2回戦で延長12回2-1、広島東洋カープが広島市民球場での阪神2回戦に延長10回2-1でサヨナラ勝利。セ・リーグ3試合すべてがサヨナラ勝ちは史上初[10]。
- 4月5日 - 中日のエディ・ギャラードがナゴヤドームでの対横浜2回戦で今季2セーブ目を挙げ、プロ野球通算100セーブを達成。148試合での登板は巨人のロドニー・ペドラザの162試合目を更新するプロ野球新記録[11]。
- 4月9日 - 近鉄の髙村祐が千葉マリンスタジアムでの対ロッテ2回戦の一回裏にサブローから三振を奪い、プロ通算1000奪三振を達成[12]。
- 4月11日 - 巨人の清原和博が東京ドームでの対阪神1回戦に4番・一塁で出場し、プロ通算2000試合出場を達成[13]。
- 4月15日 - 巨人の清原和博が東京ドームでの広島3回戦の八回裏に林昌樹から死球を受け、プロ野球タイ記録となる通算166死球[14]。
- 4月16日
  - ヤクルトの宮本慎也が神宮球場での対阪神5回戦でプロ通算200犠打。
  - ヤクルトの高津臣吾が神宮球場での対阪神5回戦に9回表から登板して今季3セーブ目を挙げ、プロ野球タイ記録となる通算229セーブ[15]。
- 4月18日 - ダイエーは寺原隼人が福岡ドームでの対近鉄4回戦に先発し完投勝利を挙げ、1989年の球団誕生以来初の4試合連続完投勝利[16]。
- 4月19日 - ダイエーの村松有人が福岡ドームでの対近鉄5回戦の一回裏に二塁盗塁を決め、プロ通算200盗塁を達成[17]。
- 4月22日 - 阪神タイガースの橋本武広とロッテの吉田篤史の交換トレードが成立したと阪神、ロッテ両球団が発表[18]。
- 4月23日
  - オリックスは監督の石毛宏典を解任し、後任に打撃コーチのレオン・リーが就任すると発表[19]。
  - ヤクルトの高津臣吾が東京ドームでの対巨人4回戦の九回裏から登板し今季4セーブ目を挙げ、プロ野球新記録となる通算230セーブを達成[20]。

### 5月
- 5月3日 - オリックスのホセ・オーティズが西武ドームでの対西武8回戦にてサイクル安打を達成[21]。
- 5月6日 - ヤクルトの鈴木健が神宮球場での対巨人6回戦にて3号2点本塁打を打ち、プロ通算150本塁打を達成[7]。
- 5月9日 - 阪神は横浜スタジアムでの対横浜7回戦の三回表に浜中治9号、片岡篤史4号、ジョージ・アリアス7号とチームでは1985年以来18年ぶりの3者連続本塁打を記録[22]。
- 5月12日 - 近鉄のタフィー・ローズが福岡ドームでの対ダイエー7回戦の五回表に13号本塁打を打ち、プロ野球通算250号本塁打を達成[23]。
- 5月13日 - 横浜のドミンゴ・グスマンが対巨人戦（東京ドーム）の第1打席でNPB新記録の18打席連続三振[24]
- 5月16日 - パ・リーグは札幌ドームでの西武対ダイエー6回戦で西武が6-1で勝ち、近鉄が大阪ドームでの対ロッテ7回戦に4-0で勝ったため、西武、ダイエー、近鉄の3チームが22勝16敗の成績で同率首位となる[25]。
- 5月20日 - ダイエーは東京ドームでの対日本ハム11回戦の二回表に四球を挟み1イニング9連続安打のパ・リーグタイ記録[26]。
- 5月21日
  - 巨人のクリス・レイサムが福岡ドームでの対ヤクルト9回戦、巨人が2対1とリードしたヤクルトの六回表の攻撃中、一死一、二塁の場面で左翼手として鈴木健の飛球を捕球したが、3アウト目と勘違いし誤ってボールを左翼席へ投げ入れ。野球規則により走者は2個進塁を与えられ、二塁走者が本塁に生還して1-1の同点となる[27]。
  - 大阪ドームでの近鉄対西武9回戦の近鉄の五回裏の攻撃、二死満塁の場面で中村紀洋で西武の青木勇人から死球を受け、一塁走者のタフィー・ローズが青木に駆け寄って突き飛ばし転倒させる。ローズは暴力行為で退場処分。青木は大阪市内の病院にて診察を受け、頸椎捻挫と右足首捻挫などで1週間の痛みの症状。試合後、西武の球団代表の小野賢二は、ローズに対し刑事告訴する意向を示す[28]。
- 5月26日 - 日本ハムは西武ドームでの対西武9回戦で10対1で勝利し、5月23日の対ロッテ戦（東京ドーム）からプロ野球タイ記録の4試合連続2桁得点。51年巨人、98年ダイエーに次ぎ3度目[29]。
- 5月31日 - 阪神の金本知憲が東京ドームでの対巨人11回戦の九回表に6号3点本塁打を打ち、プロ通算250号本塁打を達成[30]。

### 6月
- 6月5日 - ダイエーの井口資仁が東京ドームでの対日本ハム14回戦で3安打を打ち、4試合連続猛打賞のパ・リーグタイ記録[31]。
- 6月8日
  - 中日の福留孝介がナゴヤドームでの対広島14回戦で史上55人目（58度目）のサイクル安打を達成[32]。
  - オリックスは中尾孝義ヘッド兼バッテリーコーチを解任し、後任に中沢伸二2軍監督、2軍監督には解説者の加藤英司が就任すると発表[33]。
- 6月10日 - 近鉄のタフィー・ローズが大阪ドームでの対オリックス13回戦に4番・左翼手として出場し、プロ野球通算1000試合出場を達成録[34]。
- 6月12日 - ヤクルトの稲葉篤紀が東京ドームでの対巨人13回戦の二回表に7号本塁打を打ち、プロ通算100号本塁打を達成[35]。
- 6月19日 - 阪神は甲子園球場での対横浜14回戦に8-2で勝ち、球団新記録となる同一カード13連勝録[36]。
- 6月20日 - ヤクルトの高津臣吾が神宮球場での対横浜戦12回戦の九回表に登板しプロ通算500試合登板を達成。九回を抑え今季16セーブ目を挙げ、プロ野球新記録となる通算270セーブポイントとなる録[37]。
- 6月22日 - 日本ハムの奈良原浩が大阪ドームでの対近鉄14回戦の十回表に犠打を決め、プロ通算200犠打を達成[38]。
- 6月25日 - 近鉄のタフィー・ローズがヤフーBBスタジアムでの対オリックス15回戦の六回表無死満塁の場面で24号本塁打を打ち、プロ野球史上4人目の2試合連続満塁本塁打を記録[39]。
- 6月26日 - 中日の立浪和義が神宮球場での対ヤクルト15回戦の一回表に二塁打を打ち、プロ通算400二塁打。続くアレックス・オチョアの適時安打で二塁走者として本塁に生還し、プロ通算1000得点を達成[40]。
- 6月28日 - ヤクルトの古田敦也が広島市民球場での対広島14回戦の二回表に10号、4回四球、五回11号、六回12号3ラン、八回13号2ラン。史上5人目のプロ野球タイ記録の1試合4本塁打、史上10人目の4打数連続本塁打を達成[41]。
- 6月29日 - ロッテの小林雅英が千葉マリンスタジアムでの対オリックス16回戦で今季16セーブ目を挙げ、プロ通算100セーブを達成。222試合での達成は日本人選手最速[42]。

### 7月
- 7月1日 - ヤクルトの稲葉篤紀が松本市野球場での対横浜15回戦で、ダイエーの村松有人が大阪ドームでの対近鉄16回戦でサイクル安打を達成。同じ日に2選手がサイクル安打を達成したのはプロ野球史上初[43]。
- 7月2日 - 阪神の桧山進次郎が甲子園球場での対中日15回戦でサイクル安打を達成[44]。
- 7月5日 - 中日の立浪和義が東京ドームでの対巨人16回戦の八回表に右前適時安打を打ち、プロ野球史上30人目の通算2000本安打を達成[45]。
- 7月6日
  - オリックスはナゴヤドームでの対日本ハム15回戦に9-4で勝ち、日曜日の試合での連敗を23で止める[46]。
  - 横浜は1軍ヘッドコーチの江藤省三が2軍監督に降格し、後任に2軍監督の日野茂が昇格すると発表[47]。
- 7月8日
  - 阪神が倉敷マスカット球場での対広島戦12回に9-3で勝利し、セ・リーグ史上最速のマジックナンバー49が点灯[48]。
  - 横浜の石井琢朗がナゴヤドームでの対中日14回戦の一回表に犠打を決め、プロ通算200犠打を達成。またセ・リーグ最多タイ、チーム最多タイの1試合4犠打を記録[49]。
- 7月12日 - 近鉄は東京ドームでの対日本ハム18回戦で球団新記録となる1試合8本塁打[50]。
- 7月17日 - 西武は1軍投手コーチの松沼博久が2軍投手コーチに降格し、後任に2軍投手コーチの松沼雅之が昇格すると発表[51]。
- 7月18日 - 横浜の小田嶋正邦が横浜スタジアムでの対巨人18回戦の延長11回裏二死満塁の場面で代打で起用され、2号サヨナラ本塁打[52]。
- 7月21日 - 近鉄の大村直之が千葉マリンスタジアムでの対ロッテ15回戦の八回表に右前安打を打ち、プロ通算1000本安打を達成[53]。
- 7月22日 - 中日はセ・リーグに対しエディ・ギャラードのウェーバー公示を申請し、公示される[54]。
- 7月27日
  - 福岡ドームでのダイエー対オリックス18回戦でダイエーが26対7で勝利。ダイエーの1試合32安打、1試合最高打率の5割8分2厘はプロ野球新記録。1回裏の1イニング10連続安打、1試合最多塁打52はプロ野球タイ記録。城島健司の1試合6安打はパ・リーグタイ記録[55]。
  - 近鉄の礒部公一が大阪ドームでの対西武20回戦の五回裏二死三塁の打席、カウント2ストライク4ボールから四球と気づかず、その次の球を左前安打。4ボールでのカウント間違いはプロ野球史上5度目で、安打としたのは2度目[56]。
- 7月28日 - 西武の豊田清が西武ドームでの対ロッテ17回戦で26セーブ目を挙げ、11試合連続セーブの球団新記録を達成[57]。
- 7月29日
  - 横浜は甲子園球場での対阪神18回戦に6-3で勝ち、阪神戦の連敗を16で止める[58]。
  - 日本ハムはヤフーBBスタジアムでの対オリックス17回戦で0対9から11対9の9点差を逆転勝利、パ・リーグ史上3度目[59]。
- 7月31日 - 横浜の小川博文が甲子園球場での対阪神20回戦の三回表に4号本塁打を打ち、プロ通算100号本塁打を達成[60]。

### 8月
- 8月1日 - ダイエーがヤフーBBスタジアムでの対オリックス18回戦で29-1で勝利。プロ野球新記録となる1試合60塁打、パ・リーグ新記録の1試合29得点、得点差28、打点27[61]。
- 8月3日 - 西武の松井稼頭央が西武ドームでの対日本ハム21回戦の一回裏に二塁盗塁を決め、プロ通算300盗塁を達成[62]。
- 8月5日 - 新会社「北海道日本ハムファイターズ」の設立総会が札幌市内で開かれ、球団名を「北海道日本ハムファイターズ」とすることを決定。現会社「日本ハム球団」は今年で清算し、来年から新会社へ引き継ぎ[63]。
- 8月6日
  - 横浜の石井琢朗が東京ドームでの対巨人22回戦の七回表に盗塁を決め、プロ通算300盗塁を達成[64]。
  - 中日の谷繁元信がナゴヤドームでの対広島19回戦の二回裏に三振に倒れ、プロ通算1000三振を記録[65]。
- 8月7日 - パ・リーグは、来季から導入するプレーオフ制度について6球団の代表者と選手会長と意見交換会を行い、レギュラーシーズン1位通過のチームが2位チームに5ゲーム差以上の差をつけた場合、プレーオフで1勝のアドバンテージを与えることで合意[66]。
- 8月10日
  - 巨人の川相昌弘が東京ドームでの対ヤクルト21回戦の五回裏無死一、二塁の場面で犠打を決め、メジャー・リーグ記録と並ぶ通算511犠打[67]。
  - 横浜のエディ・ギャラードが横浜スタジアムでの対中日19回戦の9回表から登板し、中日から移籍後初セーブ。プロ野球史上初となる同一シーズン2球団でのセーブを記録[68]。
  - 西武の潮崎哲也が千葉マリンスタジアムでの対ロッテ21回戦の九回裏から登板し、プロ通算500試合登板を達成[69]。
- 8月16日
  - ヤクルトの高津臣吾がナゴヤドームでの対中日19回戦で今季24セーブ目を挙げ、プロ通算250セーブを達成[70]。
  - 広島市民球場での広島対横浜17回戦で三回表途中で雨のため試合が中断し、1時間3分後に再開[71]。横浜の金城龍彦がセ・リーグ初の1シーズン2度の左右両打席本塁打[72]。
- 8月19日
  - 福岡ドームでのダイエー対オリックス22回戦で、オリックスの山﨑武司が二回表に15号2点本塁打を打ち、プロ通算200号本塁打を達成[73]。オリックスの谷佳知が六回表に中前安打を打ち、プロ通算1000本安打を達成[74]。
  - 横浜の種田仁が東京ドームでの対巨人24回戦に出場し、プロ通算1000試合出場を達成[75]。
- 8月20日
  - 巨人の川相昌弘が東京ドームでの対横浜25回戦の六回裏一死一塁の場面で犠打を決め、メジャーリーグ記録を上回るプロ通算512犠打[76]。
  - ダイエーの斉藤和巳が福岡ドームでの対オリックス23回戦に先発し今季17勝目を挙げ、球団新記録となる15連勝[77]。
- 8月24日 - 広島の佐々岡真司がナゴヤドームでの対中日23回戦に先発して1回を投げ終え、プロ通算2000投球回を達成[78]。
- 8月27日 - 日本ハムの小笠原道大がヤフーBBスタジアムでの対オリックス23回戦の第4打席で敬遠四球で出塁し、プロ野球タイ記録の14連続打席出塁を達成[79]。
- 8月29日 - 西武の豊田清が西武ドームでの対日本ハム21回戦で今季33セーブ目を挙げ、プロ通算100セーブを達成[80]。

### 9月
- 9月3日 - 阪神の赤星憲広が広島市民球場での対広島21回戦の三回表に二盗を決めて、球団記録を更新するシーズン52盗塁[81]。
- 9月6日 - 広島の黒田博樹が東京ドームでの対巨人24回戦の五回表に空振り三振を喫し、開幕から54打席連続無安打のセ・リーグタイ記録。8回表の次打席で安打を打ち、記録は54で止まる[82]。
- 9月9日 - 中日が広島市内のホテルで球団社長の西川順之助と監督の山田久志監督が記者会見し、山田が休養し、残りの試合をヘッドコーチの佐々木恭介が代理監督を務めると発表[83]。
- 9月13日 - オリックスはヤフーBBスタジアムでの対ダイエー24回戦で7-13で敗れ、この試合で13失点して今季の総失点が796となり、1980年に近鉄が記録した784失点を更新するパ・リーグワースト1シーズン最多失点記録[84]。
- 9月14日
  - 広島の佐々岡真司が広島市民球場での対横浜23回戦の九回表から救援登板してシーズン3セーブ目を挙げ、プロ通算100セーブを達成[85]。
  - 西武のアレックス・カブレラが西武ドームでの対日本ハム27回戦の46号本塁打を打ち、プロ野球通算150号本塁打を達成[86]。
- 9月15日 - 阪神対広島23回戦が午後2時から行われ阪神が3-2でサヨナラ勝ちし、午後4時からヤクルト対横浜25回戦でヤクルトが6-12で敗れたため、阪神のリーグ優勝が決定。ヤクルトの敗戦が決まった午後7時33分、甲子園球場にて待機していた阪神ナインが監督の星野仙一を胴上げ[87][88]。
- 9月16日 - 巨人はナゴヤドームでの対中日27回戦で2-19で敗れる。1試合19失点は球団史上3度目のワースト・タイ記録。六回裏に12失点、11者連続失点はいずれも1イニング最多失点、連続失点の球団ワースト新記録[89]。
- 9月17日 - ダイエーは大阪ドームでの対近鉄27回戦に12-4で勝利、この試合でチーム14安打を打って今季チーム安打数が1340となり、2001年に近鉄が記録したリーグ最多チーム安打数1332を更新[90]。
- 9月19日
  - オリックスは対ロッテ戦（千葉マリン）で、今季通算1398被安打とし、NPBワースト記録を更新（この年1534本）[91]
  - 西武の伊東勤が今季限りの現役引退を発表[92]
- 9月26日 - 巨人は都内のホテルで記者会見し、監督の原辰徳の辞任し、後任は野球評論家の堀内恒夫が就任すると発表[93][94]。
- 9月28日
  - 西武の監督の伊原春樹が辞任を表明[95]。
  - オリックスは千葉マリンスタジアムでの対ロッテ25回戦に12対5で敗れ、今季通算882失点。1950年の広島の878失点を更新するプロ野球ワースト記録[96]。
- 9月29日 - ロッテが山本功児監督の任期満了での退任を発表。
- 9月30日 - 千葉マリンスタジアムにてロッテ対ダイエー26回戦が行われダイエーはロッテに13対10で勝利し、3年ぶり3度目のパ・リーグ優勝[97]。

### 10月
- 10月3日 - 西武の監督の伊原春樹が記者会見し、監督辞任を正式に表明[98]。
- 10月4日 - 西武の松井稼頭央が千葉マリンスタジアムでの対ロッテ27回戦の二回表に33号本塁打を打ち、プロ通算150号本塁打を達成[99]。
- 10月5日
  - 中日の福留孝介が横浜スタジアムでの対横浜26回戦の三回表に33号本塁打を打ち、球団新記録のシーズン105得点[100]。
  - オリックスは進藤達哉が今季限りで現役を引退すると発表[101]。
- 10月6日 - 巨人は川相昌弘を自由契約とすることを発表[102]。
- 10月7日 - 西武は新監督に同年限りで現役を引退した伊東勤が就任したと発表[103]。
- 10月8日 - 中日は名古屋市内で記者会見し、新監督に野球評論家の落合博満が就任したと発表[104]。
- 10月10日 - 巨人が首脳陣を発表。ヘッドコーチに須藤豊、投手コーチに池谷公二郎、阿波野秀幸、打撃コーチに淡口憲治、井上真二、内野守備走塁コーチに上田和明、外野守備走塁コーチに弘田澄男、バッテリーコーチに高田誠、トレーニングコーチに倉俣徹・伊藤博、二軍監督に高橋一三が就任した[105]。
- 10月11日 - ファーム日本選手権が長野オリンピックスタジアムで行われ、阪神が日本ハムに3-0で勝利し、2年連続優勝[106]。
- 10月12日 - パ・リーグのシーズン公式戦全日程が終了[107]。
- 10月14日 - オリックスは新監督に前西武監督の伊原春樹が就任したと正式に発表[108]。
- 10月16日
  - 阪神の監督の星野仙一が体調不良を理由に今季限りで監督を退任することが明らかになる[109]。
  - セ・リーグのシーズン公式戦全日程が終了[110]。
- 10月20日 - 沢村栄治賞の選考委員会が大阪市内のホテルで行われ、阪神の井川慶とダイエーの斉藤和巳を選出[111]。
- 10月27日 - 第54回日本シリーズ第7戦が行われ、ダイエーが阪神に6対2で勝利し、4勝3敗で4年ぶり4度目の日本一達成[112]。
- 10月28日
  - 正力松太郎賞の選考が都内のホテルで開かれ、ダイエー監督の王貞治監督と阪神監督の星野仙一を選出[113]。
  - 阪神は監督の星野仙一が退任し、内野守備走塁コーチの岡田彰布の就任を正式に発表[114]。
- 10月30日 - 阪神の広澤克実が現役引退を表明[115]。

### 11月
- 11月3日
  - ダイエーは午前10時より福岡ドームにて記者会見し、小久保裕紀を巨人へ無償でトレードすると発表[116][117]。
  - ロッテはボビー・バレンタインが監督に就任したと発表。1995年以来9年ぶりに復帰[118]。
- 11月10日
  - 近鉄の球団社長の永井充は、タフィー・ローズが今季限りで退団すると明らかにした[119]。
  - 阪神は横浜の竹下慎太郎を金銭トレードで獲得したと発表[120]。
- 11月15日 - 阪神の谷中真二・斉藤秀光とオリックスの牧野塁・葛城育郎の交換トレードが成立したと阪神、オリックス両球団が発表[121]。
- 11月21日 - 横浜はドミンゴ・グスマンを自由契約としたと発表[122]。
- 11月28日 - 阪神はトレイ・ムーアに対し来季の契約を結ばないと通告[123]。

### 12月
- 12月2日 - ダイエーは本社の九州渉外担当で球団の非常勤取締役の佐々木博茂が代表取締役会長に就任すると発表[124]。
- 12月3日
  - 日本ハムは札幌市の札幌ドームにて前ニューヨーク・メッツの新庄剛志の入団を正式に発表[125]。
  - ロッテは千葉市の千葉マリンスタジアムにて元ニューヨーク・メッツの小宮山悟の入団を正式に発表[126]。
- 12月5日
  - 近鉄の三沢興一と巨人の根市寛貴の交換トレードが成立したと近鉄、巨人の両球団が発表[127]。
  - 阪神の川尻哲郎と近鉄の前川勝彦の交換トレードが成立したと阪神、近鉄の両球団が発表[128]。
- 12月11日 - 巨人の入来祐作と日本ハムの井出竜也の交換トレードが成立したと巨人、日本ハムの両球団が発表[129]。
- 12月16日
  - ロッテは千葉マリンスタジアムにて前サムスン・ライオンズの李承燁の入団を正式に発表[130]。
  - 日本プロ野球選手会は日本プロフェッショナル野球組織に対し、22日のプロ野球実行委員会にて代理人交渉を議題にするよう文書で要望[131]。
- 12月22日
  - 巨人は前ロッテのブライアン・シコースキーの獲得を発表[132]。
  - プロ野球実行委員会が開かれ、代理人を中心に協議。また、来年はオーナー会議を7月7日と11月2日開催することを決定[133]。
- 12月25日 - 巨人は前近鉄のタフィー・ローズの入団を発表[134]。
- 12月29日
  - 西武は前ロッテのホセ・フェルナンデスの入団を発表[135]。
  - 西武は臨時株主総会を開き、球団代表の小野賢二が退任し、後任に代表補佐の星野好男が就任することを決定[135]。

## 競技結果
| 順位 | 球団               | 勝 | 敗 | 分 | 勝率 | 差   |
| 1位  | 阪神タイガース     | 87 | 51 | 2  | .630 | 優勝 |
| 2位  | 中日ドラゴンズ     | 73 | 66 | 1  | .525 | 14.5 |
| 3位  | 読売ジャイアンツ   | 71 | 66 | 3  | .518 | 15.5 |
| 3位  | ヤクルトスワローズ | 71 | 66 | 3  | .518 | 15.5 |
| 5位  | 広島東洋カープ     | 67 | 71 | 2  | .486 | 20.0 |
| 6位  | 横浜ベイスターズ   | 45 | 94 | 1  | .324 | 42.5 |

| 順位 | 球団                       | 勝 | 敗 | 分 | 勝率 | 差   |
| 1位  | 福岡ダイエーホークス       | 82 | 55 | 3  | .599 | 優勝 |
| 2位  | 西武ライオンズ             | 77 | 61 | 2  | .558 | 5.5  |
| 3位  | 大阪近鉄バファローズ       | 74 | 64 | 2  | .536 | 8.5  |
| 4位  | 千葉ロッテマリーンズ       | 68 | 69 | 3  | .496 | 14.0 |
| 5位  | 日本ハムファイターズ       | 62 | 74 | 4  | .456 | 19.5 |
| 6位  | オリックス・ブルーウェーブ | 48 | 88 | 4  | .353 | 33.5 |

### タイトル
セ・リーグ
| 最優秀選手     | 井川慶（阪神）                                            |       |
| 最優秀新人     | 木佐貫洋（巨人）                                          |       |
| 首位打者       | 今岡誠（阪神）                                            | .340  |
| 本塁打王       | アレックス・ラミレス（ヤクルト） タイロン・ウッズ（横浜） | 40本  |
| 打点王         | アレックス・ラミレス（ヤクルト）                          | 124点 |
| 最多安打       | アレックス・ラミレス（ヤクルト）                          | 189本 |
| 盗塁王         | 赤星憲広（阪神）                                          | 61個  |
| 最高出塁率     | 福留孝介（中日）                                          | .401  |
| 最優秀防御率   | 井川慶（阪神）                                            | 2.80  |
| 最多勝利       | 井川慶（阪神）                                            | 20勝  |
| 最多奪三振     | 上原浩治（巨人）                                          | 194個 |
| 最高勝率       | 井川慶（阪神）                                            | .800  |
| 最優秀救援投手 | 高津臣吾（ヤクルト）                                      | 36SP  |
| -------------- | --------------------------------------------------------- | ----- |

パ・リーグ
| 最優秀選手     | 城島健司（ダイエー）                  |       |
| 最優秀新人     | 和田毅（ダイエー）                    |       |
| 首位打者       | 小笠原道大（日本ハム）                | .360  |
| 本塁打王       | タフィ・ローズ（近鉄）                | 51本  |
| 打点王         | 松中信彦（ダイエー）                  | 123点 |
| 最多安打       | 谷佳知（オリックス）                  | 189本 |
| 盗塁王         | 井口資仁（ダイエー）                  | 42個  |
| 最高出塁率     | 小笠原道大（日本ハム）                | .473  |
| 最優秀防御率   | 斉藤和巳（ダイエー） 松坂大輔（西武） | 2.80  |
| 最多勝利       | 斉藤和巳（ダイエー）                  | 20勝  |
| 最多奪三振     | 松坂大輔（西武）                      | 215個 |
| 最高勝率       | 斉藤和巳（ダイエー）                  | .870  |
| 最優秀救援投手 | 豊田清（西武）                        | 40SP  |
| -------------- | ------------------------------------- | ----- |

#### ベストナイン
|          | セントラル・リーグ   | セントラル・リーグ | パシフィック・リーグ | パシフィック・リーグ |
| 守備位置 | 選手                 | 球団               | 選手                 | 球団                 |
| -------- | -------------------- | ------------------ | -------------------- | -------------------- |
| 投手     | 井川慶               | 阪神               | 斉藤和巳             | ダイエー             |
| 捕手     | 矢野輝弘             | 阪神               | 城島健司             | ダイエー             |
| 一塁手   | ジョージ・アリアス   | 阪神               | 松中信彦             | ダイエー             |
| 二塁手   | 今岡誠               | 阪神               | 井口資仁             | ダイエー             |
| 三塁手   | 鈴木健               | ヤクルト           | 小笠原道大           | 日本ハム             |
| 遊撃手   | 二岡智宏             | 巨人               | 松井稼頭央           | 西武                 |
| 外野手   | 赤星憲広             | 阪神               | 谷佳知               | オリックス           |
| 外野手   | アレックス・ラミレス | ヤクルト           | タフィ・ローズ       | 近鉄                 |
| 外野手   | 福留孝介             | 中日               | 和田一浩             | 西武                 |
| 指名打者 |                      |                    | アレックス・カブレラ | 西武                 |

### 日本シリーズ
| 日付                                       | 試合   | ビジター球団（先攻） | スコア   | ホーム球団（後攻）   | 開催球場       |
| ------------------------------------------ | ------ | -------------------- | -------- | -------------------- | -------------- |
| 10月18日（土）                             | 第1戦  | 阪神タイガース       | 4 - 5    | 福岡ダイエーホークス | 福岡ドーム     |
| 10月19日（日）                             | 第2戦  | 阪神タイガース       | 0 - 13   | 福岡ダイエーホークス | 福岡ドーム     |
| 10月20日（月）                             | 移動日 | 移動日               | 移動日   | 移動日               | 移動日         |
| 10月21日（火）                             | 第3戦  | 雨天中止             | 雨天中止 | 雨天中止             | 阪神甲子園球場 |
| 10月22日（水）                             | 第3戦  | 福岡ダイエーホークス | 1 - 2    | 阪神タイガース       | 阪神甲子園球場 |
| 10月23日（木）                             | 第4戦  | 福岡ダイエーホークス | 5 - 6    | 阪神タイガース       | 阪神甲子園球場 |
| 10月24日（金）                             | 第5戦  | 福岡ダイエーホークス | 2 - 3    | 阪神タイガース       | 阪神甲子園球場 |
| 10月25日（土）                             | 移動日 | 移動日               | 移動日   | 移動日               | 移動日         |
| 10月26日（日）                             | 第6戦  | 阪神タイガース       | 1 - 5    | 福岡ダイエーホークス | 福岡ドーム     |
| 10月27日（月）                             | 第7戦  | 阪神タイガース       | 2 - 6    | 福岡ダイエーホークス | 福岡ドーム     |
| 優勝：福岡ダイエーホークス（4年ぶり4回目） |        |                      |          |                      |                |

### オールスターゲーム
- 第1戦（大阪ドーム、7月15日）
全セントラル・リーグ 4対4 全パシフィックリーグ
MVP 高橋由伸（巨人）

- 第2戦（千葉マリンスタジアム、7月16日）
- 全セントラル・リーグ 5対3 全パシフィックリーグ
MVP 金本知憲（阪神）

### 二軍
- フレッシュオールスターゲーム（札幌ドーム、7月13日）
全イースタン・リーグ 4対3 全ウエスタン・リーグ
MVP 今江敏晃（ロッテ）

- ファーム日本選手権（長野、10月11日）
阪神タイガース 3対0 日本ハムファイターズ
MVP 早川健一郎（阪神）